# Mitsui 56
Der Massengutschiffstyp Mitsui 56, beziehungsweise dessen aktuelle Bauvariante Mitsui neo56 wurden in Japan in einer Serie von insgesamt über 170 Einheiten gebaut und gilt in seinem Marktsegment als eines der Standardschiffe.

## Einzelheiten
Die Mitsui-56-Baureihe wurde vom japanischen Schiffbaukonzern Mitsui Engineering & Shipbuilding entworfen und seit 2001 auf den Werften in Tamano und Chiba für verschiedenste Reedereien gebaut. Die Schiffe sind als Handymax-Massengutschiffe mit achtern angeordneten Aufbauten ausgelegt. Sie haben fünf Laderäume mit jeweils eigener Luke, deren Lukendeckel hydraulisch betätigt werden. Der gesamte Laderaumrauminhalt beträgt bei Schüttgütern 70.811 m³. Zum Ladungsumschlag stehen vier mittschiffs angebrachte hydraulische Schiffskräne zur Verfügung. Der Schiffstyp kann bei maximaler Abladung auf 12,72 m 56.172 Tonnen transportieren. Die Einheiten sind auf den Transport verschiedener Massengüter, wie zum Beispiel Getreide, Kohle, Mineralien inklusive verschiedener Gefahrgüter ausgelegt. Die Tankdecke der Laderäume ist für den Erztransport verstärkt ausgeführt. Es können darüber hinaus auch Sackgüter, Stahlprofile, -röhren und andere Massenstückgüter, jedoch keine Decksladungen transportiert werden.
Der Antrieb der Schiffe besteht aus einem Zweitakt-Dieselmotor. Der Motor ermöglicht eine Geschwindigkeit von etwa 14,5 Knoten. Es stehen mehrere Hilfsdiesel und ein Notdiesel-Generator zur Verfügung.